# Port lotniczy Bangoka
Port lotniczy Bangoka (IATA: FKI, ICAO: FZIC) – międzynarodowy port lotniczy położony w Kisangani. Jest jednym z największych portów lotniczych w Demokratycznej Republice Konga. 

## Linie lotnicze i połączenia
| Linia Lotnicza                 | Kierunek                              |
| ------------------------------ | ------------------------------------- |
| Compagnie Africaine d'Aviation | 1. Bumba 2. Goma 3. Kindu 4. Kinszasa |
| Congo Airways                  | 1. Goma 2. Kindu 3. Kinszasa          |
| Ethiopian Airlines             | 1. Addis Abeba                        |